# Sayewagambiet
Het Sayewagagambiet is in de opening van een schaakpartij een variant van de schaakopening Russisch. Het is ingedeeld bij open spelen.
De beginzetten van dit gambiet zijn: 1.e4 e5 2.Pf3 Pf6 3.d4 Pxe4.
Eco-code C 43.